# Mykoła Rybenczuk
Mykoła Mykołajowycz Rybenczuk (ukr. Микола Миколайович Рибенчук; ur. 7 lutego 1955) – ukraiński architekt, konserwator zabytków i pedagog.

## Życiorys
W 1977 roku ukończył studia na Wydziale Architektury Lwowskiego Instytutu Rolniczego w Dublanach, a następnie pracował w „Ukrzachidproektrestawracija”. W 1992 roku założył własną pracownię architektoniczną „Symetrija”, jest członkiem Związku Architektów Ukrainy. W 1999 roku otrzymał tytuł Zasłużonego Architekta Ukrainy, jest docentem w Lwowskiej Narodowej Akademii Sztuki, od 2001 roku wykłada na Wydziale Sztuki i Konserwacji Dzieł Sztuki, w Katedrze Malarstwa Monumentalnego. W 2006 roku został odznaczony Państwową Nagrodą w dziedzinie architektury, w ramach projektowania zespołowego.

## Dorobek architektoniczny

### Odbudowy i przebudowy obiektów
- Przebudowa i remont pomieszczeń dawnego kościoła św Urszuli we Lwowie;
- Restauracja kamienicy przy ulicy Ruskiej 2 we Lwowie;
- Prace nad przywróceniem funkcji sakralnych dawnego kościoła i klasztoru franciszkanów w Gródku Jagiellońskim;
- Restauracja kościoła Niepokalanego Poczęcia Najświętszej Maryi Panny we Lwowie przy ulicy Korołenki (dawniej ulica Franciszkańska);
- Prace restauracyjne zespołu klasztornego Ławy uniowskiej w Uniowie, prace rozpoczęto w 1994, Nagroda Państwowa w dziedzinie architektury w 2006;
- Prace restauracyjne cmentarza wojskowego w Potyliczu.

### Projekty własne
- Cerkiew greckokatolicka św. Mykoły w Lubieniu Wielkim (1992);
- Cerkiew greckokatolicka św. Włodzimierza w Kupiczwoli (1992);
- Cerkiew greckokatolicka Opieki Matki Bożej w Turadach (1992–1994);
- Cerkiew Wniebowstąpienia Pańskiego we Lwowie (1993–2002);
- Cerkiew greckokatolicka św. Włodzimierza i św. Olgi i plebanii w Borkach (1991);
- Cerkiew prawosławna Bożego Ciała w Brzuchowicach (1992);
- Cerkiew prawosławna patriarchatu kijowskiego w Łużanach (1996);
- Ołtarz wzniesiony na hipodromie we Lwowie z okazji wizyty Jana Pawła II w 2001;
- Supermarket „Arsen” przy prospekcie Czerwonoji Kałyny we Lwowie (2002);
- Cerkiew św. Luigiego Orione we Lwowie (2008).

### Projekty niezrealizowane
- Kapituła cerkwi prawosławnej patriarchatu kijowskiego św. Mikołaja przy ulicy Ruskiej w Czerniowcach (1995);
- Zespół klasztorny studytów w Zarwanicy (1996).